# Marco Affronte
Marco Affronte (Rimini, 6 maggio 1965) è un politico italiano.

## Biografia
Sposato e padre di tre figli, si è laureato in Scienze Naturali a Bologna nel 1992. Dal 2012 svolge, come libero professionista, attività di consulenza e divulgazione scientifica.
Nel 2014 è candidato con il Movimento 5 Stelle alle elezioni europee e viene eletto con 18.451 preferenze. Al Parlamento Europeo aderisce al gruppo Europa della Libertà e della Democrazia Diretta, del quale, oltre al Movimento 5 Stelle, fanno parte l'UKIP (Partito per l'Indipendenza del Regno Unito) e altri partiti della destra euroscettica.
L'11 gennaio 2017 lascia il Movimento 5 Stelle e il gruppo EFDD e aderisce al gruppo Verdi/ALE. Lo stesso giorno il Movimento 5 Stelle ufficializza la sua uscita assieme a quella dell'eurodeputato Marco Zanni.
Dal 27 febbraio 2019 è iscritto alla Federazione dei Verdi e nel maggio successivo è ricandidato alle elezioni europee con la lista Europa Verde nella circoscrizione dell'Italia nord-orientale: ottiene 2.154 preferenze, senza risultare eletto. 
Nel 2021, quando Europa Verde, diventa un partito a tutti gli effetti, Affronte vi aderisce.